# Ostéonécrose
Pour les articles homonymes, voir M87.
 Mise en garde médicale
L'ostéonécrose est une maladie osseuse consistant en une dégénérescence progressive des cellules corticales et médullaires aboutissant finalement à une trame osseuse vide. Elle peut être idiopathique, secondaire ou survenir sur un terrain favorisant (éthylisme chronique, diabète, hyperlipidémie, hyperuricémie, etc.).
Dans les ostéonécroses secondaires, on distingue les ostéonécroses septiques consécutives à une infection, des ostéonécroses aseptiques conséquences d'une oblitération vasculaire. Par convention, le terme d'ostéonécrose aseptique est réservé aux régions épiphysaires et le terme d'infarctus osseux aux ischémies métaphysaires et diaphysaires. La nécrose d'un noyau épiphysaire est appelée ostéochondrose. La maladie de König est une ostéochondrose disséquante.
L'ostéoradionécrose est une complication sévère, peu fréquente et tardive de la radiothérapie. La « maladie des os de verre » n'est pas une ostéonécrose mais une ostéogenèse imparfaite
L'ostéonécrose peut être diagnostiquée par scintigraphie.